# Bisdom Santos
Het bisdom Santos (Latijn: Dioecesis Santosensis) is een rooms-katholiek bisdom met als zetel Santos, in Brazilië. Het bisdom is suffragaan aan het aartsbisdom São Paulo.

## Geschiedenis
Het bisdom werd opgericht op 4 juli 1924, uit delen van het aartsbisdom São Paulo. 

## Parochies
Het bisdom had in 2020 een oppervlakte van 2.369 km2 en telde 1.883.800 inwoners waarvan 89,9% rooms-katholiek was.

## Bisschoppen
- José Maria Parreira Lara (18 december 1924 - 28 september 1934)
- Paulo de Tarso Campos (1 juni 1935 - 14 december 1941)
- Idílio José Soares (12 juni 1943 - 21 november 1966)
  - Walmor Battú Wichrowski (hulpbisschop: 14 februari 1958 - 23 april 1960)
- David Picão (21 november 1966 - 26 juli 2000; 10 mei 1963)
  - José Carlos Castanho de Almeida (hulpbisschop: 3 maart 1982 - 5 september 1987)
- Jacyr Francisco Braido (26 juli 2000 - 6 mei 2015; coadjutor sinds 22 februari 1995)
- Tarcísio Scaramussa (6 mei 2015 - heden; coadjutor sinds 16 juli 2014)

São Paulo (aartsbisdom) · Campo Limpo · Guarulhos · Mogi das Cruzes · Nossa Senhora do Líbano em São Paulo (maronieten) · Nossa Senhora do Paraíso em São Paulo (melkieten) · Osasco · Santo Amaro · Santo André · Santos · São Miguel Paulista